# Асоціація (речовини)
Асоціація (лат. associo — з'єдную, зв'язую) — сполучення, з'єднання чого-небудь в одне ціле.

Протилежне — дисоціація.

## Види
Асоціація мінеральна (англ. mineral association, нім. Mineralsassoziation f) — сумісне знаходження мінералів у даному мінеральному тілі, зумовлене спільністю генезису.
Асоціація парагенетична (англ. paragenetic association, нім. paragenetische Assoziation f) — асоціація мінералів, які знаходяться у певному парагенетичному зв'язку і виникли внаслідок процесів мінералотворення в земній корі.
Асоціація молекул — сполучення кількох однакових молекул в групу. Зумовлюється залишковими міжмолекулярними силами, які діють між молекулами з непарним числом електронів (NO, NO2, SO3 та ін.) або в складі яких є група OH (вода, спирти, кислоти жирного ряду), NH, FH та ін. 
Асоціація рослинна — основна класифікаційна одиниця рослинних угруповань (фітоценозів), які вивчає геоботаніка.